# Ekaterina Strokova
Ekaterina Strokova, née le 17 décembre 1989 à Lipetsk, à l'époque en URSS, est une athlète russe, spécialiste du lancer du disque.

## Biographie

### Palmarès
| Date | Compétition                          | Lieu      | Résultat | Épreuve                  | Performance |
| ---- | ------------------------------------ | --------- | -------- | ------------------------ | ----------- |
| 2011 | Coupe d'Europe hivernale des lancers | Sofia     | 1re      | Lancer du disque espoirs | 55,56 m     |
| 2014 | Championnats d'Europe par équipes    | Brunswick | 3e       | Lancer du disque         | 63,97 m     |

### Records
| Épreuve          | Performance | Lieu   | Date        |
| ---------------- | ----------- | ------ | ----------- |
| Lancer du disque | 65,78 m     | Moscou | 10 mai 2014 |